# Anulotaia forcarti
Anulotaia forcarti е вид охлюв от семейство Viviparidae. Видът е застрашен от изчезване.

## Разпространение и местообитание
Разпространен е в Тайланд.
Обитава сладководни басейни и реки.